# Cido Arena
 Coordenadas : minutos ou segundos > 60
A Cido Arena é um recinto coberto dedicado à praticas desportivas e culturais na cidade de Panevėžys, Lituânia. A arena possui capacidade para 5.5656 pessoas e é utilizado pelo Lietkabelis em partidas como mandante na LKL.

## Artigos Relacionados
- Liga Lituana de Basquetebol

## Ligações Externas
- Sítio oficial da arena
- Página da arena no sítio do Lietkabelis